# Un romance singular
Un romance singular es una comedia romántica peruana de 2022 dirigida por Wesley Verástegui y protagonizada por la modelo Javiera Arnillas y la cantante Marina Kapoor. Es la segunda película de Verástegui donde cuenta con las dos actrices tras haber estrenado Sin vagina, me marginan en 2017, la primera protagonizada por personas transgénero.

## Sinopsis
Una pareja se conoce un día y se enamoran, sin conocer que él es un joven conservador y ella es una extrabajadora sexual.

## Producción
La película fue estrenada en Lima y Pucallpa el 6 de enero de 2022. Fue financiada por la Dirección del Audiovisual, la Fonografía y los Nuevos Medios (DAFO) del Ministerio de Cultura del Perú y producida por V&R Films.

## Polémica
Tras su estreno, la congresista Milagros Jáuregui de Aguayo de Renovación Popular se pronunció en contra de la película en redes sociales debido, según ella, que "se hace mención de manera despectiva y negativa a los creyentes evangélicos, lo cual promueve notoriamente la discriminación religiosa", y envió una carta a la ministra de Cultura Gisela Ortiz pidiendo explicaciones sobre la financiación y el aporte cultural de la producción. El director Wesley Verástegui respondió a la parlamentaria que son los miembros de su comunidad evangélica quienes discriminan al colectivo LGBT.